# Duché d'Antioche

Le duché d'Antioche, dont les frontières sont délimitées en vert.

Le duché d'Antioche est une province de l'Empire byzantin dirigée par un duc (dux), nommé par l'empereur. Il est fondé en 969 après la reprise d'Antioche par les troupes impériales et disparaît en décembre 1084 quand la ville est conquise par Suleiman, sultan de Roum.

## Histoire
Le duché d'Antioche est créé en octobre 969, peu après la conquête de la cité par les Byzantins. Le premier duc est Eustathe Maleinos, nommé par Nicéphore II Phocas. Il tient cette fonction jusqu'à l'année suivante. Il a autorité jusqu'en Cilicie et dans la Syrie occupée par les Byzantins. Il a notamment comme subdivision le thème de Tarse, qui entretient une unité de cavaleries et plusieurs provinces, pourvoyeuses d'unités d'infanterie.
En 976, quand Basile II prend le pouvoir, Michel Bourtzès devient duc. C'est le général qui a repris la ville quelques années plus tôt mais il ne tient ce poste que quelques mois car il décide de d'allier avec le rebelle Bardas Sklèros. En 989, Bourtzès est nommé à nouveau comme duc jusqu'en 995. Il est alors congédié après plusieurs défaites face aux Arabes, notamment lors de la bataille des gués de l'Oronte. Le prochain duc est Damien Dalassène, qui le reste jusqu'au 19 juillet 998, quand il est tué lors de la bataille d'Apamée.
A la mort de Damien Dalassène, c'est l'éminent général Nicéphore Ouranos qui le remplace. Il mène plusieurs campagnes militaires, parfois avec l'empereur et s'engage notamment dans l'expédition contre le royaume des Kartvèles. Comme représentant direct de l'empereur, il acquiert une autorité complète sur les troupes stationnées à la frontière orientale. Un sceau le mentionne d'ailleurs comme « seigneur de l'Orient ».
Plusieurs ducs méconnus se succèdent ensuite, jusqu'à Constantin Dalassène, le fils de Damien, qui occupe la fonction en 124 et 1025. En 1055, Katakalôn Kékauménos est nommé à cette fonction, puis Niképhoritzès, le futur ministre de Michel VII Doukas. En 1071, après la bataille de Manzikert, Joseph Tarchaniotès est nommé comme gouverneur mais la ville d'Antioche connaît alors une période de troubles importants. En parallèle de ces troubles, Philarète Brachamios se rebelle et se proclame comme empereur après la mort de Romain IV Diogène en 1072. En 1078, Nicéphore III Botaniatès cède le titre de duc à Philarète, qui accepte en retour de se soumettre nominalement à l'autorité impériale. Néanmoins, en 1084, il est chassé d'Antioche par les Seldjoukides, qui s'emparent de la cité et mettent un terme à l'existence du duché.

## Liste des ducs
| Nom                    | Mandat               | Nommé par                            | Notes | Refs |
| ---------------------- | -------------------- | ------------------------------------ | --- | ---- |
| Eustathe Maleinos      | 969                  | Nicéphore II Phocas                  | |      |
| Michel Bourtzès        | 970, 976, 990-995    | Jean Ier Tzimiskès puis Basile II    | |      |
| Bardas Phocas le Jeune | (986-987)            | Basile II                            | |      |
| Léon Phocas le Jeune   | 987-989              | Basile II                            | |      |
| Damien Dalassène       | 995-998              | Basile II                            | |      |
| Nicéphore Ouranos      | 998-1007/1011        | Basile II                            | |      |
| Constantin Dalassène   | 1024-1025            | Basile II                            | |      |
| Michel Spondylès       | 1026-1029            | Constantin VIII                      | |      |
| Constantin Caranténos  | 1029-1030            | Romain III Argyre                    | Beau-frère de l'empereur Romain III, il l'accompagne dans sa campagne contre Alep et c'est à cette occasion qu'il est brièvement mentionné comme duc d'Antioche. |      |
| Nicétas de Misthéa     | Vers 1030            | Romain III Argyre                    | |      |
| Théophylacte Dalassène | 1032-1034            | Romain III Argyre                    | |      |
| Nicétas                | 1034                 | Michel IV le Paphlagonien            | Frère de Michel IV |      |
| Léon                   | Après 1037           | ?                                    | |      |
| Constantin             | 1037-1038            | Michel IV le Paphlagonien            | |      |
| Michel Iasitès         | Années 1040          |                                      | |      |
| Basile Pediaditès      | Avant 1041           | Michel IV                            | |      |
| Katakalôn Kékauménos   | Avant septembre 1056 |                                      | |      |
| Michel Ouranos         | 1056-été 1057        | Michel VI                            | Neveu de l'empereur, il remplace Kékauménos, suspecté de trahison.                                                                                               |      |
| Nicéphore Botaniatès   | 1067-1068            | Constantin X                         | |      |
| Pierre Libellisios     | 1068-1069            | Romain IV Diogène                    | Il est aussi connu comme éparque de Constantinople |      |
| Niképhoritzès          | 1062-1063, 1067      | Constantin X                         | |      |
| Joseph Tarchaniotès    | 1072-1074            | Romain IV Diogène                    | |      |
| Katakalon Tarchaniotès | 1074                 |                                      | |      |
| Isaac Comnène          | 1074-1078            | Michel VII Doukas                    | |      |
| Michel Maurex          | 1076                 | Michel VII Doukas                    | |      |
| Philarète Brachamios   | 1078-1084            | Reconnu par Nicéphore III Botaniatès | Dernier duc avant la prise d'Antioche par les Turcs. |      |